# Bet Yehoshua‘
Bet Yehoshua‘ (hebreiska: בית יהושע) är en ort i Israel.   Den ligger i distriktet Centrala distriktet, i den norra delen av landet. Bet Yehoshua‘ ligger 26 meter över havet och antalet invånare är 1 006.
Terrängen runt Bet Yehoshua‘ är platt. Havet är nära Bet Yehoshua‘ åt nordväst. Runt Bet Yehoshua‘ är det mycket tätbefolkat, med 1 135 invånare per kvadratkilometer. Närmaste större samhälle är Petaẖ Tiqwa, 19,3 km söder om Bet Yehoshua‘. Omgivningarna runt Bet Yehoshua‘ är en mosaik av jordbruksmark och naturlig växtlighet.